# ۴ رمضان
۴ رمضان، چهارمین روز از ماه رمضان در تقویم هجری قمری است.
در تقویم هجری قمری قراردادی این روز دویست و چهلمین روز سال است.

## زادگان
- ۱۳۲۹ - حسین مؤنس، تاریخ‌نگار، ادیب و اندیشمند مصری.